# Laura Wilkin
Laura Wilkin es una deportista canadiense que compitió en natación sincronizada. Ganó dos medallas de plata en el Campeonato Mundial de Natación, en los años 1973 y 1975.

## Palmarés internacional
| Campeonato Mundial | Campeonato Mundial    | Campeonato Mundial | Campeonato Mundial |
| Año                | Lugar                 | Medalla            | Prueba             |
| ------------------ | --------------------- | ------------------ | ------------------ |
| 1973               | Belgrado (Yugoslavia) | Medalla de plata   | Equipo             |
| 1975               | Cali (Colombia)       | Medalla de plata   | Dúo                |